# Ricardo Cortez
Ricardo Cortez   (Nova York, 19 de setembre de 1900 - Nova York, 28 d'abril de 1977) va ser un actor i director de cinema estatunidenc d'origen austríac.

## Biografia
Nascut Jacob Krantz a Nova York de pares austríacs i hongaresos emigrats als Estats Units, treballava com a missatger de Wall Street abans d'anar cap al cinema. La Paramount el va contractar pel seu físic seductor de Latin lover per assegurar el relleu de Rodolfo Valentino, però Cortez mai arribarà a la seva notorietat. Va fer el seu debut al cinema mut en el moment mateix que els inicis americans de la Greta Garbo, amb qui va co-protagonitzar la pel·lícula Torrent (1926). Amb l'adveniment del cinema sonor va ser relegat a papers secundaris en pel·lícules menors que no exploten tot el seu potencial com a actor. Va començar a dirigir a finals dels anys 1930 abans de sortir del cinema a finals dels anys 1950 i tornar a Wall Street com banquer.
Va estar casat amb l'actriu del cinema mut Alma Rubens des del 1926 fins a la seva mort el 1931, i era el germà gran de Stanley Cortez, que també va fer carrera al cinema com a Director de fotografia.

## Filmografia parcial

### Com a actor
- 1923: Hollywood de James Cruze
- 1923: Children of Jazz de Jerome Storm
- 1923: The Call of the Canyon de Victor Fleming
- 1924: Feet of Clay de Cecil B. DeMille
- 1924: The Next Corner de Sam Wood
- 1924: A Society Scandal d'Allan Dwan
- 1924: Argentine Love d'Allan Dwan
- 1925: The Spaniard de Raoul Walsh
- 1926:  Torrent de Monta Bell: Don Rafael Brull
- 1926: The Eagle of the Sea de Frank Lloyd
- 1926: The Sorrows of Satan, de D.W. Griffith
- 1927: Mockery de Benjamin Christensen: capità Dimitri
- 1927: The Private Life of Helen of Troy d'Alexander Korda
- 1931: Illicit d'Archie Mayo: Price Baines
- 1931: Ten Cents a Dance de Lionel Barrymore: Bradley Carlton
- 1930: Montana Moon de Malcolm St. Clair: Jeffrey 'Jeff' Pelham
- 1932: Symphony of Six Million de Gregory La Cava: Dr. Felix 'Felixel' Klauber
- 1932: Flesh de John Ford: Nicky
- 1932: Thirteen Women de George Archainbaud: Sergent de policia Barry Clive
- 1932: The Phantom of Crestwood de J. Walter Ruben: Gary Curtis
- 1933: Midnight Mary de William A. Wellman: Leo Darcy
- 1933: Torch Singer d'Alexander Hall i George Somnes: Tony Cummings
- 1934: Wonder Bar de Lloyd Bacon i Busby Berkeley: Harry
- 1934: Mandalay de Michael Curtiz
- 1934: A Lost Lady d'Alfred E. Green: Frank Ellinger
- 1935: Special Agent de William Keighley: Alexander Carston
- 1936: The Walking Dead de Michael Curtiz: Nolan
- 1946: The Locket de John Brahm: Drew Bonner
- 1958: L'últim hurra (The Last Hurrah) de John Ford: Sam Weinberg

### Com a director
- 1939: Heaven with a Barbed Wire Fence
- 1939: The Escape
- 1939: Chasing Danger
- 1939: Inside Story
- 1940: City of Chance
- 1940: Free, Blonde and 21
- 1940: Girl in 313